# Holopogon mingusae
Holopogon mingusae är en tvåvingeart som beskrevs av Martin 1959. Holopogon mingusae ingår i släktet Holopogon och familjen rovflugor.
Artens utbredningsområde är Arizona. Inga underarter finns listade i Catalogue of Life.